# Belemniastis troetschi
Belemniastis troetschi là một loài bướm đêm thuộc phân họ Arctiinae, họ Erebidae.